# Paula Ezquerra
Paula Ezquerra (Buenos Aires, 1973) és una activista anticapitalista i treballadora sexual. Va deixar el seu país natal als 27 anys per a viure el creixent moviment okupa de Barcelona. El 2005 va ser convidada a participar en la Conferència Europea de Treballadors del Sexe a Brussel·les, on va canviar la seva visió sobre la prostitució. Des de llavors, ha recorregut diversos països d'Europa i d'Amèrica Llatina en representació de les treballadores sexuals de la seva ciutat d'acollida, i participa en xarxes europees per la despenalització del treball sexual.
Va ser consellera de la Candidatura d'Unitat Popular al districte de Ciutat Vella. És la primera treballadora sexual que va arribar a la política municipal des del seu activisme com a prostituta feminista. Forma part del col·lectiu Prostitutes Indignades, una associació que lluita perquè se les deixi exercir el seu ofici i es reconeguin els seus drets i llibertats als carrers de Barcelona, i de l'Assemblea pro Drets de les Treballadores Sexuals de Catalunya. Treballa per la derogació de l'Ordenança de civisme de 2006 i de l'anomenada «Ley Mordaza», que persegueix l'oferta i la demanda de serveis sexuals als carrers. A més, traça vincles amb els «nous feminismes» per superar la «visió política assistencialista» i l'«estigma social» cap a la prostitució, que comporta «criminalització i maltractament per les treballadores sexuals». L'any 2018, formà, conjuntament amb altres companyes, la primera secció sindical de Treballadores sexuals de la Intersindical Alternativa de Catalunya.